# Gastrodia abscondita
Gastrodia abscondita är en orkidéart som beskrevs av Johannes Jacobus Smith. Gastrodia abscondita ingår i släktet Gastrodia och familjen orkidéer. Inga underarter finns listade i Catalogue of Life.